# Eviota susanae
Eviota susanae es una especie de peces de la familia de los Gobiidae en el orden de los Perciformes.

## Morfología
Los machos pueden llegar a alcanzar los 1,9 cm de longitud total.

## Distribución geográfica
Se encuentran en las Islas Hawái.

## Observaciones
Es inofensivo para los humanos.